# Wulphy
Wulphy (Rue, eind 6e eeuw - Regnière-Écluse, 630 of 643) was een kluizenaar in de Ponthieu.

## Biografie
Wulphy was getrouwd en had drie dochters. Niettemin werd hij priester gewijd door Richarius. Hij praktiseerde vervolgens de kuisheid met zijn vrouw, maar kon eenmaal de verleiding niet weerstaan. Om vergiffenis van deze zonde te verkrijgen pelgrimeerde hij naar het Heilige Land. Op de terugweg verkreeg hij in Rome de absolutie van de paus. Terug thuis koos hij voor een leven als kluizenaar in de kluis te Bois de Chelle nabij het huidige Regnière-Écluse. Daar stierf hij na bezoek te hebben ontvangen van de heiligen Richarius, Walricus en Judocus. Ook aan Wulphy worden mirakelen toegeschreven en ook hij werd heilig verklaard.

## Heden
De relieken van Wulphy werden bewaard te Montreuill en zijn daar nog altijd.
De kerk van Rue is de enige Sint-Wulphykerk die bestaat.